# Troféu Zarra
O Troféu Zarra (em espanhol, Trofeo Zarra) é uma premiação anual concedida pelo jornal espanhol Marca aos artilheiros da Primera División e Segunda División do país. Apenas jogadores nascidos na Espanha concorrem.
O nome é uma homenagem a Telmo Zarra, lendário jogador espanhol. O prêmio foi instaurado na temporada 2005-06, e David Villa é o jogador que por mais vezes venceu-o, com quatro.

## Vencedores

### Primeira Divisão
| Temporada | Jogador         | Clube              | Gols |
| --------- | --------------- | ------------------ | ---- |
| 2005–06   | David Villa     | Valencia           | 25   |
| 2006–07   | David Villa     | Valencia           | 16   |
| 2007–08   | Dani Güiza      | Mallorca           | 27   |
| 2008–09   | David Villa     | Valencia           | 28   |
| 2009–10   | David Villa     | Valencia           | 21   |
| 2010–11   | Álvaro Negredo  | Sevilla            | 20   |
| 2011–12   | Roberto Soldado | Valencia           | 18   |
| 2012–13   | Álvaro Negredo  | Sevilla            | 25   |
| 2013–14   | Diego Costa     | Atlético de Madrid | 27   |
| 2014–15   | Aritz Aduriz    | Athletic Bilbao    | 18   |
| 2015–16   | Aritz Aduriz    | Athletic Bilbao    | 20   |
| 2016–17   | Iago Aspas      | Celta de Vigo      | 19   |
| 2017–18   | Iago Aspas      | Celta de Vigo      | 22   |
| 2018–19   | Iago Aspas      | Celta de Vigo      | 20   |
| 2019–20   | Gerard Moreno   | Villarreal         | 18   |
| 2020-21   | Gerard Moreno   | Villarreal         | 23   |

### Segunda Divisão
| Temporada | Jogador          | Clube                | Gols |
| --------- | ---------------- | -------------------- | ---- |
| 2005–06   | José Juan Luque  | Ciudad de Murcia     | 19   |
| 2006–07   | Marcos Márquez   | Las Palmas           | 21   |
| 2007–08   | Yordi            | Xerez                | 20   |
| 2008–09   | Nino             | Tenerife             | 28   |
| 2009–10   | Jorge Molina     | Elche                | 26   |
| 2010–11   | Jonathan Soriano | Barcelona B          | 32   |
| 2011–12   | Iago Aspas       | Celta de Vigo        | 23   |
| 2012–13   | Jesé Rodríguez   | Real Madrid Castilla | 22   |
| 2013–14   | Borja Viguera    | Alavés               | 25   |
| 2014–15   | Rubén Castro     | Betis                | 32   |
| 2015–16   | Sergio León      | Elche                | 22   |
| 2016–17   | Joselu           | Lugo                 | 23   |
| 2017–18   | Jaime Mata       | Valladolid           | 33   |
| 2018–19   | Álvaro Giménez   | Almería              | 20   |